# Podologia

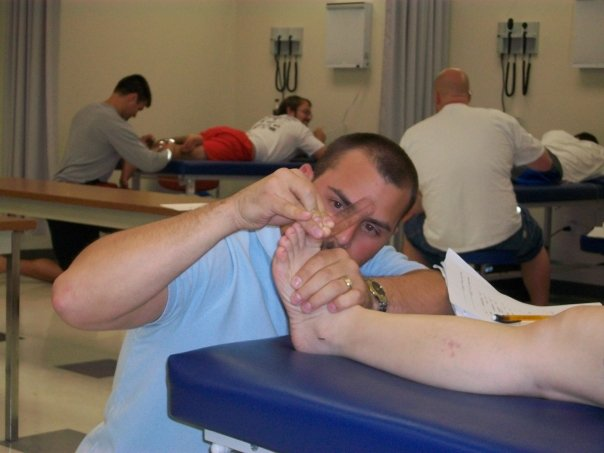
Podologo che controlla la flessione dell'alluce del piede

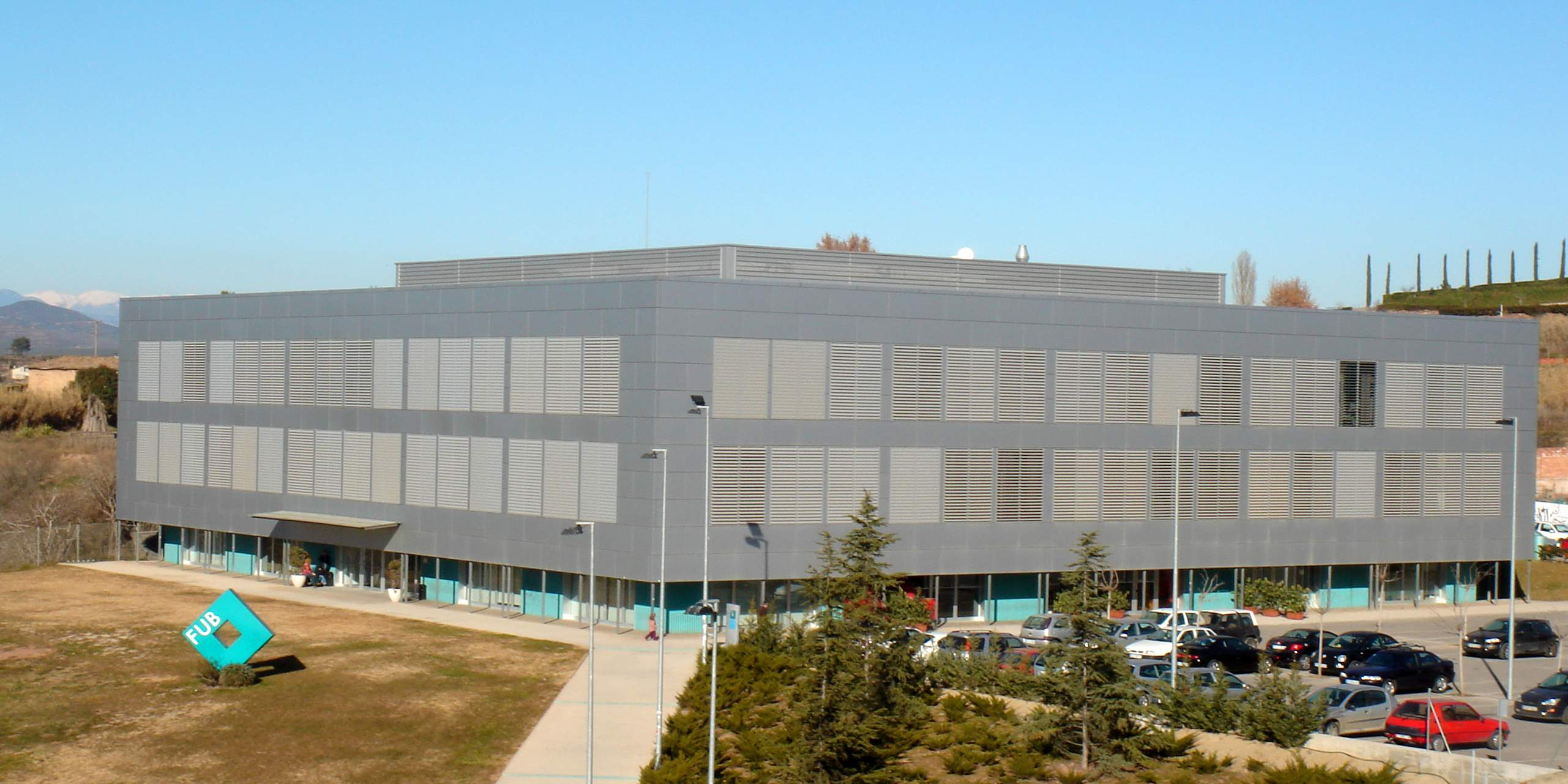
Universita FUB UAB Manresa Barcellona - Sede Corsi di Laurea Europei in Podologia - Podoiatria

La Podologia è una branca della Medicina che si occupa delle alterazioni anatomiche e funzionali e delle patologie di piede e caviglia, dal punto di vista medico.

## Descrizione
La Podologia si occupa di studiare tutte le patologie e le problematiche legate alla struttura e alla conformazione del piede. Inoltre, questa branca della Medicina si occupa della Diagnosi e del Trattamenti sanitario dei piedi e delle caviglie (Podologia), e se correlate ai piedi, anche delle patologie delle estremità inferiori delle gambe, finanche alla schiena (PodoPosturologia). 
La sua denominazione deriva dai termini dell’antico greco pous, podòs, che significa “piede” e logos, ou, che significa “ragione, discorso” ed è stato utilizzato per la prima volta negli Stati Uniti d’America nel Ventesimo secolo (Foot and Ankle Specialist o DPM Doctor Podiatric Medicine). 
È praticata dal Podologo, Dottore Specialista in Podologia, laurea inserita come branca della medicina riabilitativa riconosciuta in Italia dal Ministero della sanità in base al regolamento di cui al D.M. 666/1994 e norme successive.  Questo corso di studi è riconosciuto dallo Stato Italiano, e conferisce a chi lo termina la possibilità di operare in totale autonomia professionale. Alla facoltà di Podologia si può accedere dopo aver superato il test di accesso a numero chiuso. La laurea si conclude con l’abilitazione all’esercizio della professione di Podologo. 
Soprattutto negli ultimi anni, la Podologia sta avendo un notevole sviluppo in quanto gli odierni stili di vita comportano un aumentato rischio di contrarre patologie di interesse podologico. Si tratta di una professione con una grande proiezione nel futuro legata all’importanza sempre più in crescita della salute dei nostri piedi.
Il podologo esercita la sua professione sanitaria in tutte le fasce di età, con bambini, persone adulte, persone anziane, sportivi o persone che, per il loro lavoro, devono stare molto tempo in piedi. Oltre a questa sua ampia contemplazione di pazienti di tutte le età, la Podologia è suddivisa in ulteriori specialità peculiari:
Podologia Pediatrica, Podologia Geriatrica, Podologia Sportiva, Podologia Diabetica, Podologia Reumatica, Podologia Angiologica, Podologia Neurologica.
Podologia Pediatrica
Fin dai primi anni di vita, il piede lavora in sinergia con il corpo per dare movimento e stabilità. È necessario quindi dare la giusta attenzione agli arti inferiori dei bambini per evitare la comparsa di patologie in età adulta. È infatti di grande importanza fare visite podologiche in età pediatrica, anche per evitare possibili problemi di deambulazione. La patologia più comune in età pediatrica è il piede piatto. 
Podologia Geriatrica
Sono molte le patologie del piede che colpiscono il paziente anziano e ospedalizzato: ipertrofie ungueali, unghie distrofiche, dolenti ed incarnite; cute distrofica e disidratata; lesioni preulcerative ed ulcerative. Il piede dell’anziano presenta frequentemente problematiche alle estremità inferiori. Esistono condizioni croniche che incidono sullo stato di benessere e mobilità della persona anziana. Deformità della struttura del piede come l’alluce valgo, le dita a martello, causate da un'errata deambulazione o da malattie come l’artrite reumatoide, il diabete o il Parkinson, portano a situazioni dolorose e callosità sotto la pianta del piede, dorsalmente alle dita e negli spazi interdigitali. Queste lesioni si possono sviluppare in borsiti articolari e processi ulcerativi spesso complicati da deficit circolatori e dalle condizioni precarie del soggetto. Attraverso l’impiego di adeguate calzature, ortesi plantari e digitali e un trattamento podologico periodico, è possibile gestire al meglio questi problemi. 
Podologia Sportiva
Il piede è una delle parti anatomiche più sollecitate durante le attività sportive. L’uso intensivo può esporli a frequenti traumi e per questo hanno bisogno di particolare attenzione. Ogni attività sportiva ha le sue specificità, e i movimenti sollecitano in maniera diversa le strutture muscolo-tendinee e ossee del nostro corpo. Ogni attività sportiva ha le sue caratteristiche; alcuni sport implicano scatti, arresti bruschi e veloci cambi di direzione mentre in altri l’atleta deve percorrere decine di chilometri, ma in ogni caso i piedi finiscono per essere tra le parti del corpo maggiormente utilizzate. Alla ripresa dell’attività sportiva dopo un lungo periodo di inattività è consigliabile sottoporsi ad una visita podologica per escludere la presenza di situazioni patologiche che possano compromettere la salute del piede. Lo stesso dovrebbe valere per chi, pur praticando sport abitualmente, avverte fastidi o dolori localizzati alla pianta, al dorso o alle dita del piede, che con il tempo potrebbero acuirsi fino a compromettere il movimento e la stessa deambulazione. Le patologie più comuni nello sportivo sono: infiammazioni tendinee, fasciti plantari, morbo di Haglund, Neuroma di Morton, metatarsalgia, patologie a carico dell'alluce, patologie a carico dell'unghia. 
Podologia Diabetica
Il diabete può colpire diversi organi, tra i quali il sistema circolatorio. A livello del piede, i danni al sistema circolatorio si possono manifestare con alcuni segni che devono essere valutati dal podologo:
- Gonfiore del piede e/o della caviglia
- Dolore alle gambe
- Lesioni di difficile guarigione
- Aumento della temperatura
- Onicocriptosi e micosi ungueale
- Callosità e duroni con perdite ematiche
- Spaccature della cute
- Alterazione del colore della cute del piede
- Prevenzione amputazioni

Tra i disturbi del piede diabetico figurano anche le deformazioni ostro-articolari (Piede di Charcot) che possono impedire la corretta deambulazione e dare luogo a ulcerazioni. Per diminuire l'incidenza del piede diabetico è necessario fare programmi di trattamento podologico che vanno dalla diagnosi precoce allo screening dei pazienti a rischio che presentano segni di neuropatia, insufficienza circolatoria, deviazione assiale delle dita, rigidità articolare e alterazioni delle unghie.